# Miller Anderson
Miller Anderson (ur. 12 kwietnia 1945 w Houston, Szkocja) – brytyjski kompozytor, gitarzysta i wokalista bluesowy. 

## Życiorys
Znany przede wszystkim jako członek Keef Hartley Band i Spencer Davis Group, ale także ze współpracy z T-Rex, Savoy Brown, Chicken Shack i Jonem Lordem. Wielokrotnie koncertował także z Pete'em Yorkiem oraz Ianem Paice'em. Podczas koncertów z zaprzyjaźnionymi muzykami często wykonywał własne utwory, np. "Temp 'Em Up Solid" (podczas trasy z Yorkiem i Paice'em w grudniu 2001 r.) i "Fog On The Highway" (podczas trasy z Lordem w lutym 2005 r.). We wrześniu 1999 r. Anderson wziął także udział w koncertach Deep Purple z okazji 30. rocznicy Concerto For Group & Orchestra, a następnie w 2000 r. odbył z grupą trasę koncertową po Europie. Do dzisiaj występuje w europejskiej wersji zespołu Spencer Davis Group, a od 2006 r. współtworzy także The British Blues Quintet.

## Dyskografia

### solowa
- 1971 Bright City
- 1998 Celtic Moon
- 2003 Bluesheart (re-issue 2007)
- 2008 Chameleon

### z Keef Hartley Band
- 1969 Halfbreed
- 1969 The Battle of North West Six
- 1970 The Time Is Near
- 1971 Overdog
- 1971 Little Big Band – Live at the Marquee
- 2008 Miller Anderson – The Best Of (With The Keef Hartley Band)

### z The British Blues Quintet
- 2007 Live in Glasgow

### gościnnie
- 1994 Superblues, Live 1991 (Pete York)
- 1994 Swinging Hollywood (Pete York)
- 1997 Don't Let Me Be Misunderstood (The Knights of the Blues Table)
- 1998 Pictured Within (Jon Lord)
- 1999 Pictured Whitin (Live at the Royal Albert Hall)
- 2002 Not For The Pro's (Ian Paice, DVD)
- 2004 Beyond The Notes (Jon Lord)
- 2004 Beyond The Notes Live (Jon Lord, DVD)